# Naissance en 1940
Naissance
- 1936
- 1937
- 1938
- 1939
- 1940
- 1941
- 1942
- 1943
- 1944

Cette page dresse une liste de personnalités nées au cours de l'année 1940 présentée dans l'ordre chronologique.
La liste des personnes référencées dans Wikipédia est disponible dans la page de la Catégorie: Naissance en 1940.

## Janvier
- 1er janvier : Cavayé Yeguié Djibril, homme politique camerounais.
- 2 janvier : Saoud ben Fayçal ben Abdelaziz Al Saoud, homme politique saoudien († 9 juillet 2015).
- 4 janvier :
  - Jill Pitkeathley, femme politique britannique.
  - Antoni Krauze, réalisateur et scénariste polonais († 14 février 2018).
  - Gao Xingjian, écrivain, dramaturge, metteur en scène et peintre français d'origine chinoise.
- 5 janvier : Liz Brady, chanteuse franco-grecque († 28 janvier 2019).
- 6 janvier : Claude Schockert, évêque catholique français, évêque émérite de Belfort-Montbéliard.
- 7 janvier : Florentina Mosora, biophysicienne roumaine († 2 février 1996).
- 9 janvier :
  - Pierre Combescot, journaliste et écrivain français († 27 juin 2017).
  - Ruth Dreifuss, femme politique suisse.
  - Pierre Guyotat, écrivain et dramaturge français († 7 février 2020).
- 11 janvier : John Ebong Ngole, homme politique camerounais († 2 juillet 2020).
- 13 janvier : Ahmed Gaïd Salah, militaire et homme politique algérien († 23 décembre 2019).
- 14 janvier : Julian Bond, homme politique, professeur et écrivain américain († 15 août 2015).
- 15 janvier : Vladimír Filo, prélat catholique slovaque († 18 août 2015).
- 16 janvier : Reinhart Ahlrichs, chimiste théoricien allemand († 12 octobre 2016).
- 17 janvier : 
  - Nersès Bédros XIX Tarmouni, 19e primat de l'Église catholique arménienne († 25 juin 2015).
  - Tabaré Vázquez, homme d'État uruguayen († 6 décembre 2020).
- 19 janvier : 
  - Paolo Borsellino, juge italien antimafia († 19 juillet 1992).
  - Élisabeth Rappeneau, réalisatrice de cinéma et de télévision française († 2 janvier 2020).
  - Mike Reid, acteur britannique († 29 juillet 2007).
- 20 janvier : Djanette Salimova, metteuse en scène azérie.
- 22 janvier :
  - John Hurt : acteur britannique († 25 janvier 2017).
  - Jon Jerde : architecte américain († 9 février 2015).
  - Eberhard Weber, contrebassiste et bassiste de jazz allemand.
- 23 janvier : Yves Patenôtre, évêque catholique français, archevêque de Sens-Auxerre.
- 24 janvier :
  - Vito Acconci, artiste et vidéaste américain († 27 avril 2017).
  - Howard Kaminsky, éditeur, auteur et producteur de films américain († 26 août 2017).
- 25 janvier : Paolo Graziosi, acteur italien († 1er février 2022).
- 28 janvier : Carlos Slim Helú, homme d'affaires mexicain.
- 29 janvier : 
  - Adriana Hoffmann, biologiste et botaniste chilienne († 20 mars 2022).
  - Kunimitsu Takahashi, auto et moto japonais († 16 mars 2022).
  - Katharine Ross, actrice américaine.
- 30 janvier : Françoise Delord, fondatrice française du ZooParc de Beauval († 3 décembre 2021).

## Février
- 1er février :
  - Jean-Marie Périer, photographe français.
  - Héctor Silva, footballeur uruguayen († 30 août 2015).
- 3 février : Augusto Giomo, joueur et entraîneur italien de basket-ball († 27 janvier 2016).
- 4 février :
  - Chiara Frugoni, historienne italienne († 9 avril 2022).
  - George A. Romero, réalisateur, scénariste, acteur et auteur américain († 16 juillet 2017).
- 5 février :
  - Kazuo Chiba, professeur d'aïkido japonais († 5 juin 2015).
  - José Pereira Rodriguez, peintre français d'origine uruguayenne († 28 novembre 2016).
- 7 février :
  - Jean-Charles Descubes, évêque catholique français, archevêque de Rouen.
  - Tony Tan Keng Yam, mathématicien, banquier et homme d'État singapourien.Rein Aun, Willi Holdorf et Hans-Joachim Walde, médaillés aux Jeux olympiques de 1964.

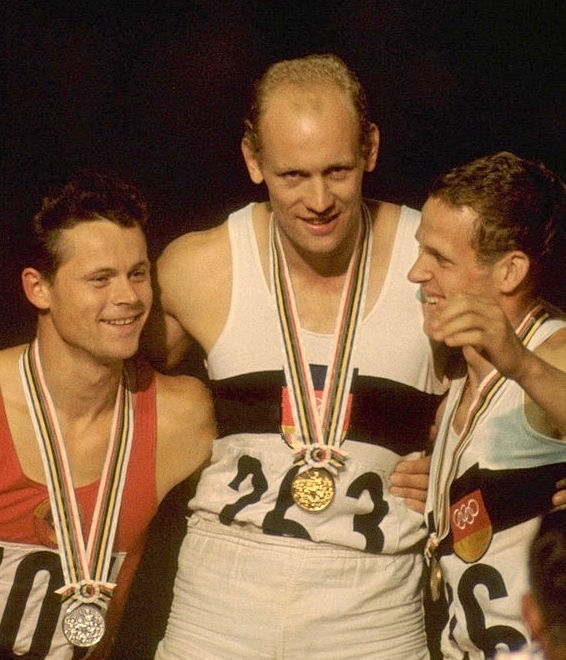
Rein Aun, Willi Holdorf et Hans-Joachim Walde, médaillés aux Jeux olympiques de 1964.

- 8 février : Bohdan Paczyński, astronome polonais († 19 avril 2007).
- 9 février :
  - François Brossier, prêtre cathlolique, bibliste et docteur en théologie français († 20 août 2018).
  - John Maxwell Coetzee, écrivain sud-africain.
  - Willem Vermandere, chanteur belge.
- 10 février : Tadeusz Ferenc, homme politique polonais de gauche († 27 août 2022).
- 11 février :
  - Kinryū Arimoto, seiyu japonais († 1er février 2019).
  - Rafael de Paula (Rafael Soto Moreno), matador espagnol.
- 12 février :
  - Ralph Bates, acteur britannique († 27 mars 1991).
  - Mate Boban, homme politique yougoslave puis bosnien († 7 juillet 1997).
  - Richard Lynch, acteur irlando-américain († 19 juin 2012).
  - Wolfgang Solz, footballeur allemand († 24 mars 2017).
- 13 février : 
  - André Dupuy, évêque catholique français.
  - Bram Peper, homme politique néerlandais membre du Parti travailliste († 20 août 2022).
- 14 février : Jean Pattou, architecte et artiste français († 13 février 2023).
- 17 février : 
  - Marcel Campion, homme d'affaires français.
  - Martin Belinga Eboutou, homme politique camerounais († 8 mai 2019).
  - Willi Holdorf, athlète ouest allemand, spécialiste du décathlon († 5 juillet 2020).
  - Vicente Fernández, chanteur mexicain († 12 décembre 2021).
  - Hyun Kil-un, écrivain sud-coréen († 10 mars 2020).
- 18 février : 
  - Fabrizio De André, chanteur italien († 11 janvier 1999).
  - Charles Robert Jenkins, déserteur de l'armée de terre des États-Unis († 11 décembre 2017).
- 19 février :
  - Saparmyrat Nyýazow, homme politique turkmène († 21 décembre 2006).
  - Smokey Robinson, chanteur et compositeur américain.
- 21 février : John Lewis, militant et homme politique américain, délégué à la Chambre des représentants des États-Unis de 1986 à 2020 († 17 juillet 2020).
- 22 février :
  - Daniel Owino Misiani, musicien kényan d'origine tanzanienne († 17 mai 2006).
  - Billy Name, photographe, artiste, cinéaste et concepteur d'éclairage américain († 18 juillet 2016).
- 23 février :
  - Peter Fonda, acteur et metteur en scène américain († 16 août 2019).
  - Kamer Genç, homme politique turc († 22 janvier 2016).
- 24 février :
  - Jean-Marie Cavada, journaliste français.
  - Pete Duel, acteur américain († 31 décembre 1971).
  - Guy Périllat, skieur français.
- 25 février :
  - Jesús López Cobos, chef d'orchestre espagnol († 2 mars 2018).
  - Hector MacKenzie, homme politique écossais.
  - Luiz Henrique da Silveira, homme politique brésilien († 10 mai 2015).
- 27 février :
  - Antoine Pfeiffer, pasteur réformé français († 25 février 2021).
  - Friedel Rausch, footballeur allemand († 18 novembre 2017).
- 28 février : 
  - Bob Leuci, écrivain américain († 12 octobre 2015).
  - Mario Andretti, pilote automobile américain.

## Mars
- 1er mars : Étienne Mougeotte, journaliste français († 7 octobre 2021).
- 2 mars : Juraj Beneš, compositeur, pianiste et enseignant slovaque († 11 septembre 2004).
- 3 mars : Svetozar Vujović, joueur et entraîneur de football yougoslave († 16 janvier 1993).
- 5 mars : Graham McRae, pilote automobile néo-zélandais († 4 août 2021).
- 6 mars :
  - Giovanni Giudici, prélat catholique italien († 18 janvier 2024).
  - Michel Jeanneret, historien suisse de la littérature († 3 mars 2019).
- 7 mars :
  - Tony Conrad, réalisateur d'avant-garde, musicien, compositeur et écrivain américain († 9 avril 2016).
  - Rudi Dutschke, étudiant allemand († 24 décembre 1979).
  - Michel Nédélec, coureur cycliste français († 3 octobre 2009).
  - Viktor Savinykh, cosmonaute russe.
- 8 mars :
  - Frederick G. Brownell, peintre héraldiste sud-africain († 10 mai 2019).
  - Brenda Fajardo, peintre et graveuse philippine († 14 septembre 2024).
  - Léonide Ossyka, réalisateur et scénariste ukrainien († 16 septembre 2001).
  - Martine de Rougemont, historienne du théâtre et dix-huitièmiste franco-suisse († 21 août 2015).
- 9 mars :
  - Jean-Jacques Debout : auteur-compositeur-interprète français.
  - Raúl Juliá, acteur américain († 24 octobre 1994).
  - Alexandre Putov, peintre israélien († 18 novembre 2008).
- 10 mars :
  - Jean Alfred, enseignant et homme politique québécois († 20 juillet 2015).
  - Jean-Pierre Le Boul'ch, peintre et graveur français († 10 janvier 2001).
  - Chuck Norris, acteur américain.
  - Daniel Walther, journaliste et écrivain français († 3 mars 2018).
- 11 mars :
  - Alberto Cortez, compositeur et chanteur argentin († 4 avril 2019).
  - Derek Deadman,[acteur britannique († 22 novembre 2014).
  - Bobby Graham, batteur britannique († 14 septembre 2009).
- 12 mars : Al Jarreau, chanteur américain († 12 février 2017).
- 13 mars :
  - Christopher Gable, acteur et réalisateur britannique († 23 octobre 1998).
  - Chelique Sarabia, poète, musicien, producteur de télévision et homme politique vénézuélien († 16 février 2022).
- 15 mars :
  - André Campana, journaliste, écrivain, réalisateur et producteur de télévision français († 30 septembre 2017).
  - Song Yeong, écrivain sud-coréen († 14 octobre 2016).
- 16 mars : Bernardo Bertolucci, scénariste et réalisateur italien († 26 novembre 2018).
- 17 mars : Mark White, avocat et homme politique américain († 5 août 2017).
- 18 mars : Arlette Laguiller, femme politique française.
- 20 mars :
  - Jean-Claude Antonini, homme politique français († 8 février 2019).
  - Sergei Likhachev, joueur et entraîneur de tennis soviétique puis russe († 18 octobre 2016).
  - Mary Ellen Mark, photographe américaine († 25 mai 2015).
- 21 mars :
  - Vladimir Lissounov, peintre soviétique puis russe († 27 juillet 2000).
  - Ryszard Zapała, coureur cycliste polonais († 1er mai 2012).
- 22 mars :
  - Johnny Fullam, joueur et entraîneur de football irlandais († 10 juin 2015).
  - Dave Keon, joueur de hockey sur glace canadien.
- 23 mars : William Stowe, rameur d'aviron américain († 8 février 2016).
- 24 mars :
  - Don Binney, peintre néo-zélandais  († 14 septembre 2012).
  - Luis María Echeberría, footballeur espagnol († 19 octobre 2016).
- 25 mars :
  - Guy-Pierre Baumann, cuisinier et restaurateur français († 1er septembre 2022).
  - Jean Ichbiah, ingénieur français († 26 janvier 2007).
  - Heinz Leuzinger, guide de haute montagne et peintre suisse († 13 octobre 2007).
- 26 mars : 
  - James Caan, acteur et réalisateur américain († 6 juillet 2022).
  - Monique Thierry, actrice française († 30 juillet 2021).
- 27 mars : Raffaele Marcoli, coureur cycliste italien († 29 août 1966).
- 28 mars : Russell Banks, écrivain américain († 7 janvier 2023).
- 30 mars : Astrud Gilberto, chanteuse et compositrice brésilo-américaine de bossa nova, samba, jazz († 5 juin 2023).
- 31 mars : Patrick Leahy, Homme politique américain et sénateur des États-Unis pour l'État du Vermont de 1975 à 2023.

## Avril
- 1er avril :
  - Luz Argentina Chiriboga, écrivaine équatorienne.
  - Wangari Muta Maathai, environnementaliste kényane († 25 septembre 2011).
- 2 avril : Adrien Zeller, homme politique français, président du Conseil régional d'Alsace († 22 août 2009).
- 3 avril : Francesco Nucara, homme politique italien († 12 mai 2022).
- 4 avril :
  - Paolo Delogu, historien italien.
  - Alain Kremski, compositeur de musique contemporaine, pianiste et percussionniste français († 28 décembre 2018).
  - Robby Müller, directeur de la photographie néerlandais († 3 juillet 2018).
  - Béatrice Nodé-Langlois, peintre, critique d'art et critique littéraire française († 20 août 2023).
- 6 avril :
  - Christa Dichgans, peintre allemande († 14 juillet 2018).
  - Zinaida Slavina, actrice soviétique puis russe († 3 septembre 2019).
- 7 avril :
  - Gabriel Montcharmont, homme politique français († 15 janvier 2019).
  - Daniel Prévot, mathématicien, spéléologue et lichénologue français († 12 février 2016).
- 8 avril :
  - Beppe Devalle, peintre et collagiste italien († 4 février 2013).
  - Jean-Philippe Douin, militaire français († 19 janvier 2016).
- 9 avril : Ernesto Cavour, musicien, écrivain et théoricien de la musique andine († 7 août 2022).
- 10 avril :
  - Claire Bataille, architecte belge.
  - Jean-Loup Lafont, animateur de radio et de télévision français († 18 septembre 2015).
- 11 avril : Emmanuel Hocquard, poète et traducteur français († 27 janvier 2019).
- 13 avril :
  - Vladimir Cosma, compositeur, violoniste, chef d'orchestre, arrangeur et acteur franco-roumain.
  - Michael Herr, journaliste, écrivain, correspondant de guerre et scénariste américain († 23 juin 2016).
  - Jean-Marie Le Clezio, écrivain français et mauricienne.
- 14 avril : Marie Kinský von Wchinitz und Tettau, princesse consort du Liechtenstein († 21 août 2021).
- 15 avril : Sultan Khan, joueur indien de sarangi († 27 novembre 2011).
- 16 avril :
  - Paul Cox, monteur, producteur, réalisateur et scénariste australien († 18 juin 2016).
  - Fótis Kafátos, biologiste grec († 18 novembre 2017).
  - Marguerite II de Danemark reine du Danemark.
  - Berit Mørdre Lammedal, fondeuse norvégienne († 23 août 2016).
  - Dick Versace, entraîneur de basket-ball américain († 25 février 2022).
- 17 avril :
  - Yvonne Blake, costumière espagnole d'origine britannique († 17 juillet 2018).
  - Claire Bretécher, dessinatrice française († 10 février 2020).
  - John Downing, photojournaliste britannique  († 8 avril 2020).
  - Billy Fury, chanteur et parolier de rock britannique († 28 janvier 1983).
  - Costas Kondylis, architecte américain d'origine grecque († 17 août 2018).
  - Agostino Vallini, cardinal italien, cardinal-vicaire de Rome.
- 18 avril : Ira von Fürstenberg, actrice italienne († 18 février 2024).
- 19 avril :
  - Reinhard Bonnke, missionnaire chrétien évangélique charismatique allemand († 7 décembre 2019).
  - Anna Maria Tatò, réalisatrice italien († 4 juin 2022).
- 20 avril :
  - Tim Drummond, bassiste et percussionniste américain († 10 janvier 2015).
  - Marie-José Nat, actrice française († 10 octobre 2019).
- 21 avril :
  - Souleymane Cissé, cinéaste malien († 19 février 2025).
  - George DiCenzo, acteur, réalisateur et producteur américain († 9 août 2010).
  - Carlos Hernández, boxeur vénézuélien († 2 juillet 2016).
- 24 avril :
  - Sue Grafton, écrivaine américaine († 28 décembre 2017).
  - Issei Suda, photographe japonais († 7 mars 2019).
  - Michael Parks, acteur, réalisateur et chanteur américain († 9 mai 2017).
- 25 avril : Al Pacino, réalisateur, acteur, producteur américain (Le parrain, Scarface).
- 26 avril :
  - Patrick Bricard, acteur et metteur en scène français († 25 mai 2019).
  - Cliff Watson, joueur de rugby à XIII anglais († 2 mai 2018).
- 29 avril :
  - George Adams, saxophoniste de jazz américain († 24 novembre 1992).
  - Béla Kuhárszki, footballeur hongrois († 7 mars 2016).
  - Zdzisław Świderski, chercheur en parasitologie polonais.
- 30 avril :
  - Jeroen Brouwers, journaliste, écrivain et essayiste néerlandais († 11 mai 2022).
  - Robert Jervis, politologue américain († 9 décembre 2021).

## Mai
- 2 mai : 
  - Hariton Pushwagner, peintre pop norvégien († 24 avril 2018).
  - Manuel Esquivel, homme politique bélizien († 10 février 2022).
  - Paul Lederman, producteur de spectacles français († 21 juillet 2024).
  - T. K. Padmini, peintre indienne († 11 mai 1969).
- 3 mai : David H. Koch, homme d'affaires, homme politique et ingénieur chimiste américain] († 23 août 2019).
- 4 mai : Teddy Palmer, chanteur allemand († 14 janvier 2014).
- 5 mai : 
  - Fuat Necati Öncel, homme politique turc.
  - KM Obaidur Rahman, homme politique bangladais († 21 mars 2007).
- 7 mai :
  - Marek Gołąb, haltérophile polonais († 6 octobre 2017).
  - Frederick Pei Li, médecin américain († 10 juin 2015).
- 8 mai :
  - James Blyth, homme d'affaires britannique.
  - Irwin Cotler, homme politique fédéral provenant du Québec.
  - Paolo Limiti, compositeur, journaliste, écrivain et présentateur de télévision et de radio italien († 27 juin 2017).
  - Rick Nelson, acteur et chanteur-compositeur américain († 31 décembre 1985).
  - Vito Taccone, coureur cycliste italien († 15 octobre 2007).
- 9 mai : René Bérangé, footballeur français († 10 avril 2012).
- 10 mai : Taurean Blacque, acteur américain († 21 juillet 2022).
- 12 mai : Louis Pelâtre, évêque catholique français.
- 13 mai : Bruce Chatwin, écrivain anglais († 18 janvier 1989).
- 14 mai :
  - Tommy Lawrence, footballeur écossais († 10 janvier 2018).
  - Edward Soja, géographe américain († 2 novembre 2015).
  - Valeria Porokhova, traductrice et interprète soviétique puis russe († 2 septembre 2019).
- 15 mai :
  - Roger Ailes, PDG américain de Fox News et du groupe Fox Television († 18 mai 2017).
  - Ira Einhorn, militant hippie américain († 3 avril 2020).
  - Lainie Kazan, actrice et chanteuse américaine.
  - Molly Meacher, femme politique britannique.
  - Jackie Shane, chanteuse afro-américaine († 19 février 2019).
- 17 mai : John Vinocur, journaliste américain († 6 février 2022).
- 18 mai : Dzintars Lācis, coureur cycliste soviétique († 17 novembre 1992).
- 20 mai : 
  - Claude Dagens, évêque catholique français, évêque d'Angoulême.
  - Otto Jelinek, patineur artistique et politicien.
  - Stanley Mikita, joueur de hockey sur glace slovaque naturalisé canadien († 7 août 2018).
- 22 mai : Peter Pongratz, peintre autrichien.
- 23 mai :
  - Gérard Larrousse, coureur automobile français.
  - Levan Moseshvili, joueur de basket-bal soviétique († 5 mars 2020).
- 24 mai :
  - José Joe Baxter, militant homme politique argentin († 11 juillet 1973).
  - Joseph Brodsky, poète russe († 28 janvier 1996).
- 25 mai : Rolland Hénault, romancier, poète et essayiste libertaire français († 5 avril 2017).
- 27 mai :
  - Sotsha Dlamini, homme d'État swazilandais († 7 février 2017).
  - Bernard Muna, avocat, magistrat et homme politique camerounais († 6 octobre 2019).
- 31 mai :
  - Frans Brands, coureur cycliste belge († 9 février 2008).
  - Alain Duhamel, journaliste français.
  - Gilbert Louis, évêque catholique français, évêque de Châlons-en-Champagne.

## Juin
- 1er juin :
  - René Auberjonois, acteur américain (8 décembre 2019).
  - Fariborz Esmaeili, footballeur international iranien († 7 avril 2020).
  - Bernard Housset, évêque catholique français, évêque de La Rochelle.
  - Team Hoyt, triathlète américain († 17 mars 2021).
  - Carlo Maiolini, peintre, designer et décorateur français († 4 mars 2021).
- 2 juin :
  - Constantin II, dernier roi des Hellènes (1964-1973), prétendant au trône de Grèce, champion aux Jeux olympiques d'été de 1960 (voile) († 10 janvier 2023).
  - Guy Joron, homme politique canadien  († 28 décembre 2017)
- 3 juin :
  - Koichi Kishi, homme politique japonais († 16 octobre 2017).
  - Jørgen Ravn, footballeur danois († 4 juin 2015).
- 4 juin : David Collings, acteur britannique († 23 mars 2020).
- 5 juin : Imre Komora, footballeur hongrois (†15 août 2024).
- 7 juin :
  - Roberto Elías, footballeur péruvien († 21 mars 2019).
  - Tom Jones, chanteur britannique.
  - Samuel Little, tueur en série américain († 30 décembre 2020).
- 8 juin : Nancy Sinatra, chanteuse américaine.
- 9 juin : Gérard Terronès, producteur de jazz français († 16 mars 2017).
- 13 juin : Bobby Freeman, chanteur, compositeur et producteur afro-américain († 23 janvier 2017).
- 14 juin :
  - Ben Davidson, joueur américain de football américain († 3 juillet 2012).
  - Zubaida Tharwat, actrice égyptienne († 13 décembre 2016).
- 15 juin :
  - Norma Bessouet, peintre et sculptrice argentine († 11 juin 2018).
  - Georges Corm, historien, économiste et homme politique libanais († 4 août 2024).
- 16 juin : Taylor Wang, astronaute américain.
- 17 juin : 
  - Ali Chaibou, militaire et homme d'état nigérien († 31 octobre 2011).
  - Angelo Rinaldi, écrivain et journaliste français († 7 mai 2025).
- 19 juin : Nadine Bari, écrivaine, juriste et actrice guinéenne et française († 10 décembre 2023).
- 20 juin :
  - Josep Maria Benet i Jornet, ⁣⁣dramaturge⁣⁣, cinéaste et scénariste espagnol († 6 avril 2020).
  - John Mahoney, acteur américain d'origine britannique († 4 février 2018).
- 21 juin : Miguel Loayza, footballeur international péruvien († 19 octobre 2017).
- 22 juin : Abbas Kiarostami, réalisateur, scénariste et producteur de cinéma iranien († 4 juillet 2016).
- 23 juin : Stuart Sutcliffe, peintre et musicien britannique († 10 avril 1962).
- 24 juin : Maurizio Mosca, journaliste et présentateur de télévision italien († 3 avril 2010).
- 25 juin : Giovanni Pellegrini, footballeur français († 27 septembre 1989).
- 26 juin : Jean Georgakarakos, producteur de musique français († 22 janvier 2017).
- 27 juin : 
  - Pierre-Gérard Langlois, peintre et lithographe français († 5 juillet 1994).
  - Gianluigi Aponte, entrepreneur italien et propriétaire de la société Mediterranean Shipping Company.
- 28 juin : 
  - Noemi Lapzeson, danseuse, chorégraphe et pédagogue argentine († 11 janvier 2018).
  - Muhammad Yunus, économiste et entrepreneur bangladais, prix Nobel de la paix en 2006.
- 29 juin :
  - François Joxe, acteur, metteur en scène, auteur de théâtre et artiste peintre français († 21 août 2020).
  - Josie Farrington, femme politique britannique († 30 mars 2018).

## Juillet
- 1er juillet : Carles Santos Ventura, musicien, pianiste et compositeur espagnol († 4 décembre 2017).
- 2 juillet : 
  - Georgi Ivanov, spationaute bulgare.
  - Irving Abella, auteur, historien et professeur canadien spécialiste de l'histoire des juifs au Canada († 3 juillet 2022).
- 3 juillet :
  - Mihai Adam, footballeur roumain († 11 décembre 2015).
  - Ennio Doris, homme d'affaires italien († 24 novembre 2021).
  - Lance Larson, nageur américain.
- 4 juillet : 
  - Miguel Ángel Estrella, pianiste classique franco-argentin († 7 avril 2022).
  - Jürgen Heinsch, footballeur est-allemand qui évoluait au poste de gardien de but († 14 juillet 2022).
  - Marjory LeBreton, sénatrice.
  - Pat Stapleton, joueur de hockey sur glace canadien († 8 avril 2020).
- 5 juillet : 
  - Helio Matheus, chanteur et compositeur brésilien († 9 février 2017).
  - Chuck Close, peintre américain († 19 août 2021).
- 6 juillet : 
  - Milan Blažeković, réalisateur de films d'animation croate († 30 mai 2019).
  - Noursoultan Nazarbaïev, homme d'État kazakh, président de la République du Kazakhstan.
- 7 juillet :
  - Paolo Bonaiuti, homme politique italien († 16 octobre 2019).
  - Wolfgang Clement, homme politique allemand († 27 septembre 2020).
  - Ringo Starr, musicien, batteur du groupe les Beatles.
- 8 juillet : Oumar Khassimou Dia, homme politique sénégalais et ingénieur agronome de formation († 10 mai 2022).
- 9 juillet :
  - Maudy Piot, psychanalyste et militante féministe française († 25 décembre 2017).
  - Manfred Jung, ténor et chanteur d'opéra allemand († 14 avril 2017).
- 10 juillet : Dawie de Villiers, ancien joueur de rugby à XV sud-africain († 23 avril 2022).
- 11 juillet : Yvon Charbonneau, syndicaliste et homme politique québécois († 22 avril 2016).
- 13 juillet :
  - Roger De Breuker, coureur cycliste belge († 26 octobre 2018).
  - Paul Prudhomme, cuisinier américain d'origine cajun († 8 octobre 2015).
- 14 juillet : Ali Eid, homme politique alaouite libanais († 25 décembre 2015).
- 15 juillet : Denis Héroux, producteur, réalisateur, scénariste et monteur québécois († 10 décembre 2015).
- 17 juillet : Francisco Toledo, peintre et sculpteur mexicain († 5 septembre 2019).
- 18 juillet :
  - Anna Chromý, peintre et sculptrice tchécoslovaque puis tchèque († 18 septembre 2021).
  - Luigi Giuliani, acteur italien († 21 décembre 2018).
- 19 juillet : Valentin Bibik, compositeur soviétique puis ukrainien († 7 juillet 2003)
- 20 juillet : Tony Allen, batteur, auteur-compositeur nigérian († 30 avril 2020).
- 21 juillet : Marco Maciel, homme politique et avocat brésilien († 12 juin 2021).
- 22 juillet : 
  - Alex Trebek, acteur, animateur de jeux télévisés et producteur canadien († 8 novembre 2020).
  - Vera Tschechowa, actrice allemande († 3 avril 2024).
- 23 juillet : Danielle Collobert, écrivaine française († 24 juillet 1978).
- 24 juillet : Adriano Durante, coureur cycliste italien († 23 juin 2009).
- 25 juillet : Lourdes Grobet, photographe mexicaine († 15 juillet 2022).
- 26 juillet :
  - Brigitte Hamann, écrivaine et historienne autrichienne († 4 octobre 2016).
  - Hovik Vardoumian, romancier arménien.
  - Jean-Luc Nancy, philosophe français († 23 août 2021).
- 27 juillet :
  - Gary Kurtz, producteur américain († 23 septembre 2018).
  - Bharati Mukherjee, écrivaine américaine († 28 janvier 2017).
- 28 juillet : Eduardo Endériz, footballeur uruguayen nationalisé espagnol († 24 août 1999).
- 29 juillet : Javier de Hoz, philologue et professeur d'université espagnol († 12 janvier 2019).
- 30 juillet : Mohamed Saïd al-Sahhaf, diplomate et homme politique irakien († 5 mars 2021).

## Août
- 3 août : Martin Sheen, acteur américain.
- 7 août : Jean-Luc Dehaene, premier ministre de Belgique († 15 mai 2014).
- 8 août : 
  - Dennis Tito, millionnaire américain, premier « touriste de l'espace ».
  - Just Jaeckin, cinéaste, photographe, peintre et sculpteur français († 6 septembre 2022).
- 9 août : Bernard Holley, acteur britannique († 22 novembre 2021).
- 11 août : Jean-Claude Ribes, astronome français, directeur de l'observatoire de Lyon et président de la Société astronomique de France († 18 août 2021).
- 12 août : Alain Bévérini, journaliste et réalisateur français († 19 juillet 2022).
- 14 août : Alexei Panshin, écrivain américain et critique de littérature de science-fiction († 21 août 2022).
- 15 août : 
  - Maria Grazia Buccella, actrice, chanteuse et mannequin italienne.
  - José Antonio Momeñe, coureur cycliste espagnol († 23 décembre 2010).
- 16 août : François Kosciusko-Morizet, homme politique français († 4 août 2015).
- 18 août : Jesús Rodríguez Quintero, journaliste et présentateur télé espagnol († 3 octobre 2022).
- 19 août :
- Johnny Nash, chanteur américain († 6 octobre 2020).
- Paolo Scheggi, peintre italien († 1971).
- 20 août :
  - Jacques Bouveresse, philosophe français († 9 mai 2021).
  - Rajendra Kumar Pachauri, ingénieur et universitaire indien  († 13 février 2020).
- 21 août :
  - Bernard Dreyfus, peintre français et nicaraguayen († 26 septembre 2019).
  - Patrice Laffont, comédien, animateur de télévision et écrivain français († 7 août 2024).
- 22 août : Yambo Ouologuem, écrivain malien († 14 octobre 2017).
- 23 août : Jean-Paul Mathieu, évêque catholique français, évêque de Saint-Dié.
- 24 août : Pierre Colboc, architecte français († 3 novembre 2017).
- 25 août :
  - José van Dam, chanteur d'opéra belge.
  - Maria Teresa Ferrer i Mallol, historienne médiéviste catalane († 4 mars 2017).
- 28 août :
  - Philippe Léotard, comédien et chanteur français († 25 août 2001).
  - Roger Pingeon, coureur cycliste français († 19 mars 2017).
- 29 août :
  - Wim Ruska, judoka néerlandais († 14 février 2015).
  - Valentín Uriona, coureur cycliste espagnol († 30 juillet 1967).
- 30 août : Aléxis Galanós, homme politique chypriote († 15 juillet 2019).
- 31 août : Wilton Felder, saxophoniste ténor, bassiste électrique et compositeur de jazz américain († 27 septembre 2015).

## Septembre
- 1er septembre : 
  - Franco Bitossi, coureur cycliste italien.
  - Annie Ernaux, écrivaine française.
- 2 septembre : Régis Debray, écrivain français.
- 3 septembre :
  - Eduardo Galeano, écrivain, journaliste et dramaturge uruguayen († 13 avril 2015).
  - Macha Méril, comédienne française.
- 4 septembre : Giulietto Chiesa, journaliste et homme politique italien († 26 avril 2020).
- 5 septembre : 
  - Giancarlo Bigazzi, producteur de musique, parolier et compositeur italien († 19 janvier 2012).
  - Raquel Welch, actrice et chanteuse américaine († 15 février 2023).
- 6 septembre :
  - Elwyn Berlekamp, mathématicien américain († 9 avril 2019).
  - Jackie Trent, chanteuse et parolière britannique († 21 mars 2015).
- 7 septembre : Dario Argento, réalisateur italien.
- 8 septembre : Altero Matteoli, homme politique italien († 18 décembre 2017).
- 9 septembre : Moncer Rouissi, homme politique tunisien († 5 janvier 2021).
- 10 septembre : Roy Ayers, chanteur américain († 4 mars 2025).
- 11 septembre : Brian De Palma, réalisateur américain.
- 12 septembre : 
  - Roger Crouch, astronaute américain.
  - Jean-Claude D'Arménia, footballeur français († 10 mai 2018).
  - Linda Gray, actrice et productrice américaine.
- 13 septembre : 
  - Pierre-Luc Séguillon, journaliste de télévision, presse écrite et de radio français († 31 octobre 2010).
  - Jacques Crickillon, écrivain, poète, romancier et essayiste belge († 12 février 2021).
- 15 septembre : Norman Spinrad, auteur de science-fiction américain.
- 19 septembre :
  - Michel Butel, écrivain et éditeur de journaux français († 26 juillet 2018).
  - Eduardo Mateo, auteur-compositeur-interprète uruguayen († 16 mai 1990).
- 20 septembre :
  - Alain Levoyer, homme politique français († 10 mars 2017).
  - Doug Young, homme politique fédéral canadien provenant du Nouveau-Brunswick.
- 21 septembre : Jan Woleński, philosophe polonais.
- 23 septembre :
  - Bernard Pomerance, dramaturge et poète américain († 26 août 2017).
  - Mohammad Reza Shadjarian, musicien iranien († 8 octobre 2020).
  - 24 septembre : Martha Osamor, femme politique britannico-nigeriane.
- 25 septembre :
  - Nabile Farès, écrivain et poète de langue française († 30 août 2016).
  - Tim Severin, explorateur, historien et écrivain britannique († 18 décembre 2020).
  - Eva Švankmajerová, artiste surréaliste tchécoslovaque puis tchèque († 20 octobre 2005).
  - Jean Vasca, auteur-compositeur-interprète français († 21 décembre 2016).
- 26 septembre :
  - Narmine Ducap, musicien français († 26 juin 2015).
  - Cláudio Marzo, acteur brésilien († 22 mars 2015).
- 27 septembre : 
  - Benoni Beheyt, coureur cycliste belge.
  - Patrick Font, humoriste et chansonnier français († 6 avril 2018).
  - Roger Van Hool, acteur belge (28 août 2023).
  - Mishal al-Ahmad al-Jaber al-Sabah, Émir Koweïtien et Émir du Koweït depuis 2023.
- 28 septembre :
  - Luis Delgado Aparicio, homme politique péruvien († 2 avril 2015).
  - Alexandre Ivantchenkov, cosmonaute soviétique puis russe.
- 30 septembre : Harry Jerome, athlète canadien, spécialiste du 100 mètres († 7 décembre 1982).

## Octobre
- 1er octobre : 
  - Marc Savoy, chanteur, fabricant d'accordéons.
  - Nguyễn Quang Hồng, lexicographe vietnamien.
- 2 octobre : 
  - Gheorghe Gruia, handballeur roumain († 9 décembre 2015).
  - Mohamed ben Talal, prince de Jordanie († 29 avril 2021).
- 3 octobre : François Budet, auteur-compositeur-interprète, écrivain et poète français († 5 juillet 2018).
- 4 octobre :
  - Bernard Béreau, footballeur français († 2 janvier 2005).
  - Christopher Stone, acteur américain († 20 octobre 1995).
  - Jean-Marc Piotte, philosophe, sociologue, politologue et professeur canadien († 11 février 2022).
  - Steve Swallow, bassiste et contrebassiste de jazz américain.
- 5 octobre :
  - Sid Ahmed Agoumi, acteur algérien
  - Milena Dravić, actrice yougoslave puis serbe († 14 octobre 2018).
  - Eldrid Lunden, poétesse norvégienne.
- 6 octobre : 
  - Jerry Heller, manager et producteur américain († 2 septembre 2016).
  - John Warnock, informaticien américain († 19 août 2023).
- 7 octobre : Paul Rivier, homme d'affaires et entrepreneur français.
- 9 octobre : John Lennon, musicien, auteur-compositeur, guitariste, chanteur et écrivain anglais, fondateur des Beatles († 8 décembre 1980).
- 10 octobre :
  - Jean-Pierre Detremmerie, homme politique belge († 21 février 2016).
  - Youssef Rekik, peintre et comédien tunisien († 13 mai 2012).
- 11 octobre :
  - Christoph Blocher, industriel, homme politique et ancien conseiller fédéral suisse.John Lennon.

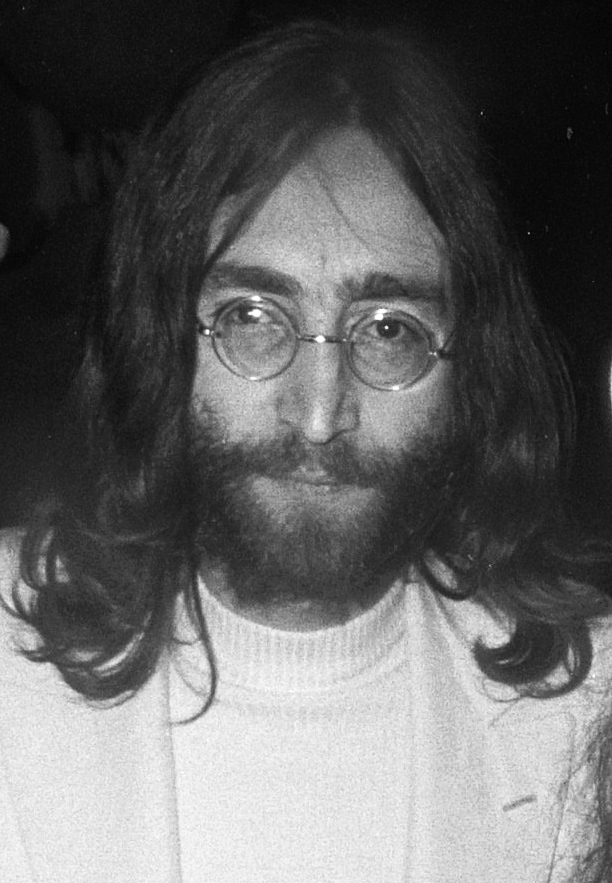
John Lennon.

  - David McFadden, poète et écrivain canadien († 6 juin 2018).
- 12 octobre :
  - Hadj Abderrahmane, acteur algérien  († 4 octobre 1981).
  - James Fowler, psychologue et théologien américain († 16 octobre 2015).
  - Larry Jeffrey, joueur de hockey sur glace canadien († 18 juillet 2022).
- 13 octobre :
  - Pharoah Sanders, saxophoniste américain de jazz († 24 septembre 2022).
  - Dave Smith, écrivain et archiviste américain († 15 février 2019).
- 14 octobre : Cliff Richard, chanteur de variétés britannique.
- 16 octobre : Howard Hart, officier américain de la Central Intelligence Agency († 30 avril 2017).
- 17 octobre :
  - Roger Chappot, joueur de hockey sur glace suisse († 7 avril 2020).
  - Stephen Kovacevich, pianiste classique américain.
- 18 octobre :
  - Jacques Higelin, auteur-compositeur-interprète français († 6 avril 2018).
  - Győző Kulcsár, escrimeur hongrois († 19 septembre 2018).
- 19 octobre : 
  - Juan Carlos Maccarone, évêque catholique argentin († 29 mars 2015).
  - Michael Gambon, acteur irlandais († 28 septembre 2023).
- 20 octobre : Nikita Mandryka, auteur de bande dessinée français d'ascendance russe († 13 juin 2021).
- 21 octobre : Claudio Pieri, arbitre de football italien († 13 juillet 2018).
- 22 octobre :
  - Hiroshi Yoshimura, compositeur et musicien japonais († 23 octobre 2003).
  - Daniel Lindenberg, essayiste, historien des idées et journaliste français († 12 janvier 2018).
- 23 octobre :
  - Edson Arantes do Nascimento, dit Pelé, footballeur brésilien († 29 décembre 2022).
  - Antonio Nicola Cantalamessa, homme politique italien († 30 mai 2017).
- 24 octobre :
  - Jean-Pierre Genet, coureur cycliste français († 16 mars 2005).
  - Yossi Sarid, homme politique et journaliste israélien († 4 décembre 2005).
- 25 octobre : Bob Knight, entraîneur de basket-ball américain († 1er novembre 2023).
- 26 octobre : 
  - Guennadi Strekalov, cosmonaute russe († 25 décembre 2004).
  - Tilo Prückner, acteur allemand († 2 juillet 2020).
- 27 octobre : Georges Van Coningsloo, coureur cycliste belge († 7 avril 2002).
- 28 mars : Enrico Giusti, mathématicien italien († 26 mars 2024).
- 29 octobre :
  - Manfred Reichert, footballeur allemand († 10 avril 2010).
  - Galen Weston, homme d'affaires canadien († 12 avril 2021).
- 30 octobre :
  - Hidetoshi Nagasawa, peintre, sculpteur et architecte japonais († 24 mars 2018).
  - Jean-Luc Préel, homme politique français († 3 septembre 2015).

## Novembre
- 1er novembre : Guy Paillotin, ingénieur et chercheur français († 18 septembre 2017).
- 4 novembre : Marlène Jobert, actrice française.
- 5 novembre : 
  - Siyosatxon Abdullayeva, paysanne et dirigeante agricole ouzbèke († 27 juillet 2018).
  - Enzo Moser, coureur cycliste et directeur sportif italien († 25 juillet 2008).
  - Laurent Akran Mandjo, évêque catholique ivoirien († 25 août 2020).
- 6 novembre :
  - Alice Arlen, scénariste américaine († 29 février 2016).
  - Jack Ong, acteur américain († 12 juin 2017).
- 7 novembre : Antonio Skármeta, écrivain chilien d'origine croate († 15 octobre 2024).
- 8 novembre : Charles T. Kowal, astronome américain († 28 novembre 2011).
- 9 novembre :
  - Sam Savage, écrivain américain († 17 janvier 2019).
  - Rajmund Zieliński, coureur cycliste polonais († 15 août 2022).
- 11 novembre : Louis Pilot, joueur et entraîneur de football luxembourgeois († 16 avril 2016).
- 13 novembre :
  - Daniel Pilon, acteur québécois († 26 juin 2018).
  - Tabu Ley Rochereau, chanteur, auteur-compositeur-interprète et homme politique congolais († 30 novembre 2013).
- 14 novembre : Michel Vaxès, homme politique français († 18 septembre 2016).
- 15 novembre :
  - Klaus Ampler, coureur cycliste est-allemand († 6 mai 2016).
  - Antonio Mendez, agent américain de la CIA († 19 janvier 2019).
  - Sam Waterston, acteur et producteur américain.
- 16 novembre :
  - Moncef El Gaïed, footballeur tunisien († 10 mai 2017).
  - Garcimore, illusionniste et humoriste espagnol († 18 avril 2000).
- 17 novembre :
  - Michael A'Hearn, astronome et chercheur américain († 29 mai 2017).
- 18 novembre :
  - Urbain Kisula Ngoy, homme politique congolais († 22 octobre 2018).
  - Qabus ibn Saïd, homme d’État omanais († 10 janvier 2020).
  - Aşık Mahzuni Şerif, poète, chanteur, compositeur et joueur de saz turc († 17 mai 2002).
- 19 novembre : Joss Flühr, actrice néerlandaise.
- 20 novembre : Erwin Wilczek, footballeur polonais († 30 novembre 2021).
- 21 novembre :
  - José de la Paz Herrera, footballeur puis entraîneur hondurien († 28 avril 2021).
  - Gino Santercole, chanteur, compositeur, guitariste et acteur italien († 8 juin 2018).
- 22 novembre :
  - Alberto Fouillioux, footballeur puis entraineur chilien († 28 juin 2018).
  - Terry Gilliam, acteur, scénariste et réalisateur de cinéma américain.
  - Andrzej Żuławski, réalisateur, scénariste et écrivain polonais († 17 février 2016).
- 23 novembre : Ousmane Faye, peintre sénégalais († 2001).
- 25 novembre :
  - Reinhard Furrer, spationaute allemand († 9 septembre 1995).
  - Jean-Claude Malgoire, hautboïste, musicologue et chef d'orchestre français († 14 avril 2018).
  - Karl Auguste Offmann, homme d'État mauricien († 12 mars 2022).
  - Percy Sledge, chanteur de soul américain († 14 avril 2015).
- 26 novembre : Tia Cida dos Terreiros, chanteuse brésilienne.
- 27 novembre : Bruce Lee, acteur et maître en arts martiaux chinois († 20 juillet 1973).
- 28 novembre :
  - Claude Rault, évêque catholique français.
  - Yoshitada Kōnoike, homme politique japonais († 25 décembre 2018).
- 29 novembre : Denny Doherty, acteur et compositeur († 19 janvier 2007).
- 30 novembre :
  - Mike Melvill, astronaute américain.
  - José Pedro Pérez-Llorca, homme politique espagnol († 6 mars 2019).
  - Pierre Foglia, journaliste canadien († 29 juillet 2025).

## Décembre
- 1er décembre :
  - Richard Pryor, acteur, humoriste, scénariste et producteur américain († 10 décembre 2005).
  - Nora Schimming-Chase, femme politique namibienne († 13 mars 2018).
- 2 décembre : Andrey Lekarski, peintre et sculpteur franco-bulgare.
- 3 décembre : Jacques Auxiette, homme politique français († 10 décembre 2021)
- 4 décembre : Xavier de Roux, avocat et homme politique français († 5 juin 2015).
- 7 décembre :
  - Mame Madior Boye, femme politique, ancien premier ministre du Sénégal.
  - Klaus Tschira, homme d'affaires allemand († 31 mars 2015).
- 9 décembre : Gianni Cavina, acteur italien († 26 mars 2022).
- 10 décembre : Gilbert Beugniot,[comédien français († 8 décembre 2012).
- 11 décembre : Fred Patten, historien américain († 12 novembre 2018).
- 12 décembre : 
  - Dionne Warwick, chanteuse américaine.
  - Arnaldo Jabor, réalisateur brésilien († 15 février 2022).
- 14 décembre : 
  - Henri Dès, auteur-compositeur-interprète suisse.
  - Paco Camino, matador espagnol († 29 juillet 2024).
  - Sérgio Trindade, ingénieur chimiste et chercheur brésilien († 18 mars 2020).
- 15 décembre : Efraín Girón, matador vénézuélien († 22 juillet 2011).
- 16 décembre : Alighiero Boetti, peintre, sculpteur et plasticien italien († 24 avril 1994).
- 17 décembre :
  - Édika, dessinateur de bandes dessinées humoristiques.
  - Nicolae Lupescu, footballeur international roumain († 6 septembre 2017).
  - Nguyen Thien Dao, compositeur français d'origine vietnamienne († 20 novembre 2015).
  - Anna Prucnal, actrice et chanteuse polonaise.
- 19 décembre :
  - Zvonko Bego,  footballeur croate, international yougoslave († 13 août 2018).
  - Alfred Léonard, homme politique belge († 26 janvier 2018).
  - 20 décembre : Jim McLaughlin, footballeur international puis entraîneur nord-irlandais (†15 août 2024).
- 21 décembre : Frank Zappa, auteur-compositeur-interprète-guitariste américain († 4 décembre 1993).
- 22 décembre : Nasser al-Mohammed al-Sabah, homme politique koweïtien.
- 23 décembre : Mamnoon Hussain, Homme d'affaires et homme d'État pakistanais († 14 juillet 2021).
- 24 décembre : Anthony Fauci, immunologue américain.
- 25 décembre : Alija Behmen, homme d'État bosnien († 1er août 2018).
- 26 décembre :
- Edward C. Prescott, économiste américain et prix Nobel d'économie 2004 († 6 novembre 2022).
- Faustin Birindwa, homme politique congolais (†29 avril 1999).
- 27 décembre : Robert Belloni, footballeur français († 28 février 2015).
- 29 décembre :
  - Tomás Gutiérrez, joueur de basket-ball portoricain († 2 février 2018).
  - Magdalene Hoff, femme politique allemande († 29 mars 2017).
- 30 décembre : Sergio Bitar, homme politique chilien.
- 31 décembre :
  - Tim Considine, acteur, scénariste et réalisateur américain († 3 mars 2022).
  - Mirko Vidović, écrivain et homme politique croate († 13 octobre 2016).

## Date inconnue ou non renseignée
- Nicholas Biwott, homme politique, homme d'affaires et philanthrope kényan († 11 juillet 2017).
- Marco Gal, bibliothécaire, écrivain, savant et poète valdôtain († 22 janvier 2015).
- Nicolas Ghosn, homme politique libanais († 1er novembre 2018).
- Bernard Lalonde, acteur et scénariste québécois († 27 novembre 2016).
- Fatima Mernissi, universitaire, sociologue et féministe marocaine († 30 novembre 2015).
- Kishwar Naheed, poétesse et féministe pakistanaise.
- Rafa Nasiri, peintre irakien († 7 décembre 2013).
- José Luis Nell, homme politique argentin († septembre 1974).
- Jean-Guy Rioux, militant acadien († 18 janvier 2017).
- Jean-Rameau Sokoudjou, chef traditionnel camerounais.
- Ali André Mécili, homme politique franco-algérien († 7 avril 1987).